# George Paget Thomson
George Paget Thomson FRS (Cambridge, 3 mei 1892 – aldaar, 10 september 1975) was een Nobelprijs-winnend Brits natuurkundige die de golfeigenschappen van het elektron door elektronendiffractie ontdekte.

## Biografie
George Thomson was de zoon van Nobelprijswinnaar Joseph John Thomson en Rose Elisabeth Paget, de dochter van Sir George Edward Paget, professor geneeskunde aan de universiteit van Cambridge. Na zijn opleiding aan The Perse School in Cambridge ging George naar het Trinity College waar hij wis- en natuurkunde studeerde. Onder zijn vader deed hij een jaar onderzoek tot in 1914 de Eerste Wereldoorlog uitbrak en hij zich bij het Queen's Regiment of Infantry voegde.
Na kort gediend te hebben in Frankrijk als onderofficier keerde hij terug naar Engeland om op de luchthaven Farnborough te werken aan de aerodynamica van vliegtuigen. Gedurende de oorlog zette hij dit werk in verschillende locaties voort, behoudens de acht maanden die hij in de Verenigde Staten doorbracht als medewerker van de Britsh War Mission. In 1924 trouwde hij met Kathleen Buchanan. Ze kregen twee zonen en twee dochters.

## Carrière
Na de oorlog was hij drie jaar lang universitair docent aan het Corpus Christi College te Cambridge waar hij zijn natuurkundig onderzoek voortzette. Vervolgens werd hij benoemd tot professor natuurfilosofie aan de universiteit van Aberdeen, een positie die hij acht jaar behield. Te Aberdeen voerde hij experimenten uit naar het gedrag van elektronen en ontdekte hierbij de golfeigenschappen van het elektron. Bij een experiment in 1927 schoot hij 30kV-elektronen door dunne metaalfilms (goud, platina en aluminium) en legde het resultaat volgens de Debye-Scherrermethode vast op een fotografische plaat. De plaat gaf een diffractiepatroon weer, een serie concentrische cirkels met afwisselde donkere en lichtere ringen. Dit gaf voor hem het cruciale bewijs van de golfeigenschappen van het elektron. Voor dit werk kreeg hij in 1937 de Nobelprijs, een prijs die hij deelde met de Amerikaan Clinton Davisson, die onafhankelijk van Thomson dezelfde ontdekking deed.
In 1930 nam hij de leerstoel natuurkunde over van Hugh Longbourne Callendar aan de Imperial College te Londen, een positie die hij behield tot 1952 toen hij Master of Corpus Christi College in Cambridge werd om in 1962 met pensioen te gaan.
Aan het Imperial College raakte hij geïnteresseerd in kernfysica en toen in 1939 de splitsing van uranium werd bewerkstelligd, overtuigde hij de British Air Ministry ervan een ton uraniumoxide veilig te stellen voor experimenten. Toen de Tweede Wereldoorlog uitbrak ging hij terug naar de Royal Aircraft Establishment om te werken aan onder andere magnetische mijnen. Een jaar later werd hij voorzitter van de Britse Maud-comité, wat was opgericht om de mogelijkheden van atoomwapens te onderzoeken. Het jaar daarna was hij Scientific Liaison Officer in Ottawa waar hij onder andere in contact stond met de Amerikaanse ontwikkeling van de atoombom.

## Erkenning
Naast de Nobelprijs mocht Thomson nog enkele belangrijke wetenschappelijke onderscheidingen in ontvangst nemen, waaronder Howard N. Potts Medal (1932), Hughes Medal (1939), Royal Medal (1949) en de Faraday Medal (1960). In 1943 werd hij geridderd en sindsdien mag hij als sir benoemd worden. Thomson was fellow of the Royal Society, lid van de American Academy of Arts and Sciences (AAAS) en corresponderend lid van de Oostenrijkse Academie van Wetenschappen.

## Werken
- The Atom (1930)
- The Wave Mechanics of Free Electrons (1930)
- Theory and Practice of Electron Diffraction (1939 met William Cochrane)
- The Atom and The Foreseeable Future (1955)
- The Inspiration of Science (1961)
- J.J. Thomson and the Cavendish Laboratory in His Day (1965)